# Turanlåglandet
Turanlåglandet eller Turansänkan är ett endorheiskt bäcken i Centralasien, öster om Kaspiska havet. Politiskt ligger det i sydvästra Kazakstan, samt i stora delar av Uzbekistan och Turkmenistan.

Floden Amu-Darja flyter genom Turanlåglandet mot Aralsjön. Den når dock inte längre fram till sjön på grund av stort vattenuttag för konstbevattning. Aralsjön torkar därför ut och övergår successivt till att bli en del av det torra Turanlåglandet.

## Klimat
I trakten råder ett kallt ökenklimat. Årsmedeltemperaturen i trakten är 16 °C. Den varmaste månaden är juli, då medeltemperaturen är 32 °C, och den kallaste är januari, med −9 °C. Genomsnittlig årsnederbörd är 109 millimeter. Den regnigaste månaden är mars, med i genomsnitt 22 mm nederbörd, och den torraste är juli, med 1 mm nederbörd.